# Палау на летних Олимпийских играх 2000
Палау принимала участие в Летних Олимпийских играх 2000 года в Сиднее (Австралия) в первый раз за свою историю, но не завоевала ни одной медали. Сборную страны представляли 5 спортсменов, в том числе три женщины, принимавшие участие в соревнованиях по лёгкой атлетике, плаванию и тяжёлой атлетике.

## Лёгкая атлетика
Спортсменов — 2
Мужчины
| Спортсмен        | Вид  | Забег     | Забег | Четвертьфинал | Четвертьфинал | Полуфинал | Полуфинал | Финал     | Финал     |
| Спортсмен        | Вид  | Результат | Место | Результат     | Место         | Результат | Место     | Результат | Место     |
| ---------------- | ---- | --------- | ----- | ------------- | ------------- | --------- | --------- | --------- | --------- |
| Кристофер Адольф | 100м | 11,01     | 8     | Не прошёл     | Не прошёл     | Не прошёл | Не прошёл | Не прошёл | Не прошёл |

Женщины
| Спортсмен     | Вид  | Забег     | Забег | Четвертьфинал | Четвертьфинал | Полуфинал | Полуфинал | Финал     | Финал     |
| Спортсмен     | Вид  | Результат | Место | Результат     | Место         | Результат | Место     | Результат | Место     |
| ------------- | ---- | --------- | ----- | ------------- | ------------- | --------- | --------- | --------- | --------- |
| Пеория Кошиба | 100м | 12,66     | 7     | Не прошла     | Не прошла     | Не прошла | Не прошла | Не прошла | Не прошла |

## Плавание
Спортсменов — 2
Мужчины
| Спортсмен       | Вид               | Заплыв    | Заплыв | Полуфинал | Полуфинал | Финал     | Финал     |
| Спортсмен       | Вид               | Результат | Место  | Результат | Место     | Результат |           |
| --------------- | ----------------- | --------- | ------ | --------- | --------- | --------- | --------- |
| Эннлойд Самуэль | 50м вольный стиль | 27,24     | 71     | Не прошёл | Не прошёл | Не прошёл | Не прошёл |

Женщины
| Спортсмен    | Вид                | Заплыв    | Заплыв | Полуфинал | Полуфинал | Финал     | Финал     |
| Спортсмен    | Вид                | Результат | Место  | Результат | Место     | Результат |           |
| ------------ | ------------------ | --------- | ------ | --------- | --------- | --------- | --------- |
| Николь Хейнс | 100м вольный стиль | 1.00,89   | 47     | Не прошла | Не прошла | Не прошла | Не прошла |

## Тяжёлая атлетика
Спортсменов — 1
Женщины
| Спортсмен    | Категория | Масса | Рывок | Рывок | Рывок | Толчок | Толчок | Толчок | Всего | Место |
| Спортсмен    | Категория | Масса | 1     | 2     | 3     | 1      | 2      | 3      | Всего | Место |
| ------------ | --------- | ----- | ----- | ----- | ----- | ------ | ------ | ------ | ----- | ----- |
| Валери Педро | 69 кг     | 68,04 | 70    | 75    | 75    | 87.5   | 87.5   | 90     | 160   | 14    |